# Centaurea gabrielae
Centaurea gabrielae — вид квіткових рослин айстрових (Asteraceae). Ендемік пд. Ірану. 